# Пюиренье
Пюиренье́ (фр. Puyrenier) — коммуна во Франции, находится в регионе Аквитания. Департамент — Дордонь. Входит в состав кантона Брантом. Округ коммуны — Нонтрон.
Код INSEE коммуны — 24344.

## География
Коммуна расположена приблизительно в 410 км к югу от Парижа, в 110 км северо-восточнее Бордо, в 38 км к северо-западу от Перигё.
На северо-востоке коммуны протекает река Низон.

### Климат
Климат умеренный океанический со средним уровнем осадков, которые выпадают преимущественно зимой. Лето здесь долгое и тёплое, однако также довольно влажное, здесь не бывает регулярных периодов летней засухи. Средняя температура января — 5 °C, июля — 18 °C. Изредка вследствие стечения неблагоприятных погодных условий может наблюдаться непродолжительная засуха или случаются поздние заморозки. Климат меняется очень часто, как в течение сезона, так и год от года.

## Население
Население коммуны на 2010 год составляло 58 человек.
| 1962 | 1968 | 1975 | 1982 | 1990 | 1999 | 2010 |
| ---- | ---- | ---- | ---- | ---- | ---- | ---- |
| 68   | 58   | 63   | 52   | 62   | 55   | 58   |

## Администрация
| Период | Период | Фамилия      | Партия       | Примечания |
| ------ | ------ | ------------ | ------------ | ---------- |
| 1977   | 2008   | Эдмон Гюри   |              |            |
| 2008   | 2014   | Пьер Варайон | беспартийный | пенсионер  |
| 2014   | 2020   | Пьер Морен   |              |            |

## Экономика
В 2010 году среди 37 человек трудоспособного возраста (15-64 лет) 30 были экономически активными, 7 — неактивными (показатель активности — 81,1 %, в 1999 году было 72,4 %). Из 30 активных жителей работали 27 человек (17 мужчин и 10 женщин), безработных было 3 (2 мужчин и 1 женщина). Среди 7 неактивных 1 человек был учеником или студентом, 2 — пенсионерами, 4 были неактивными по другим причинам.

## Достопримечательности
- Замок Бельвю (XVII век)